# Gaskoňská kuchyně

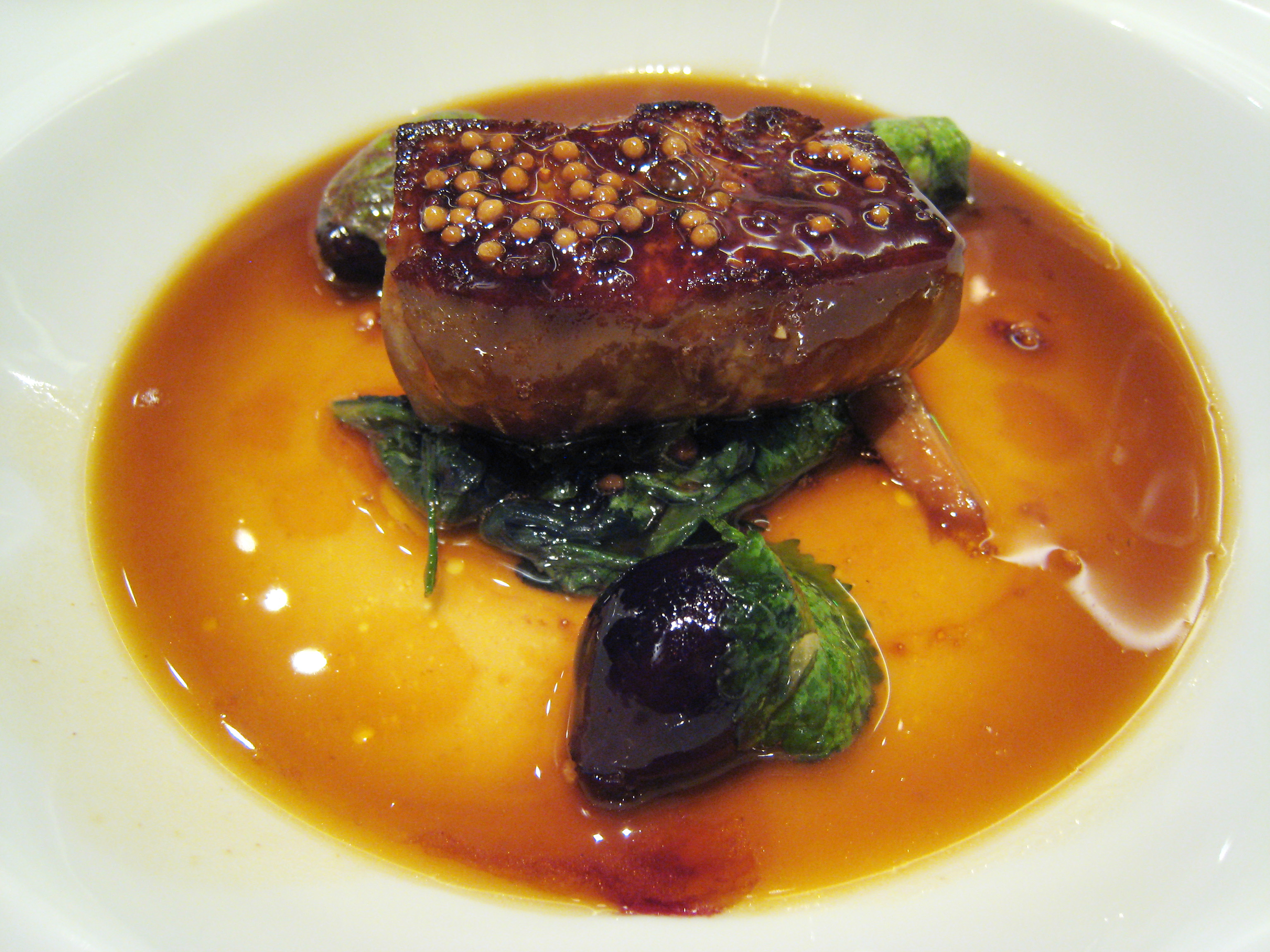
Foie gras

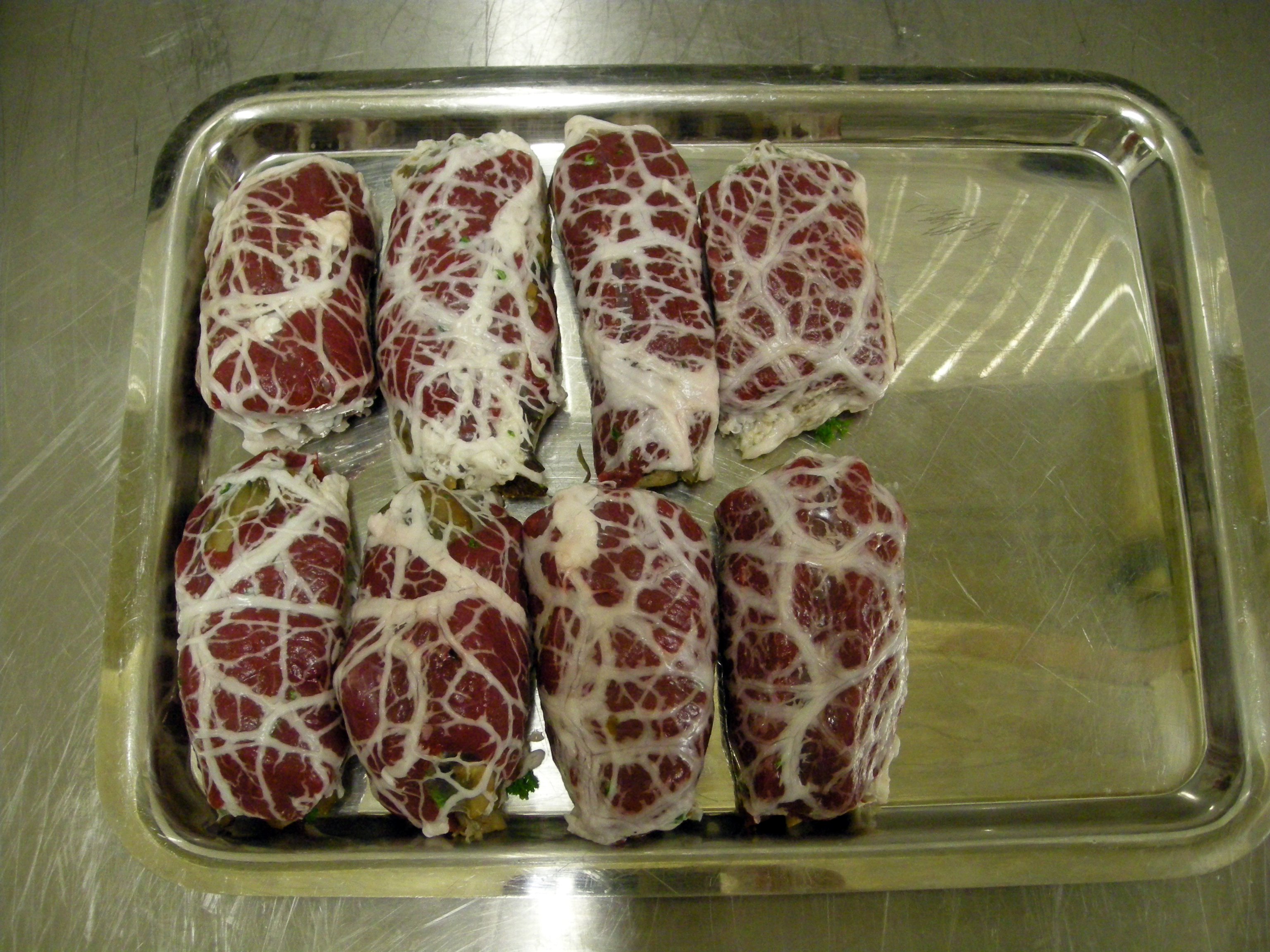
Crépinette

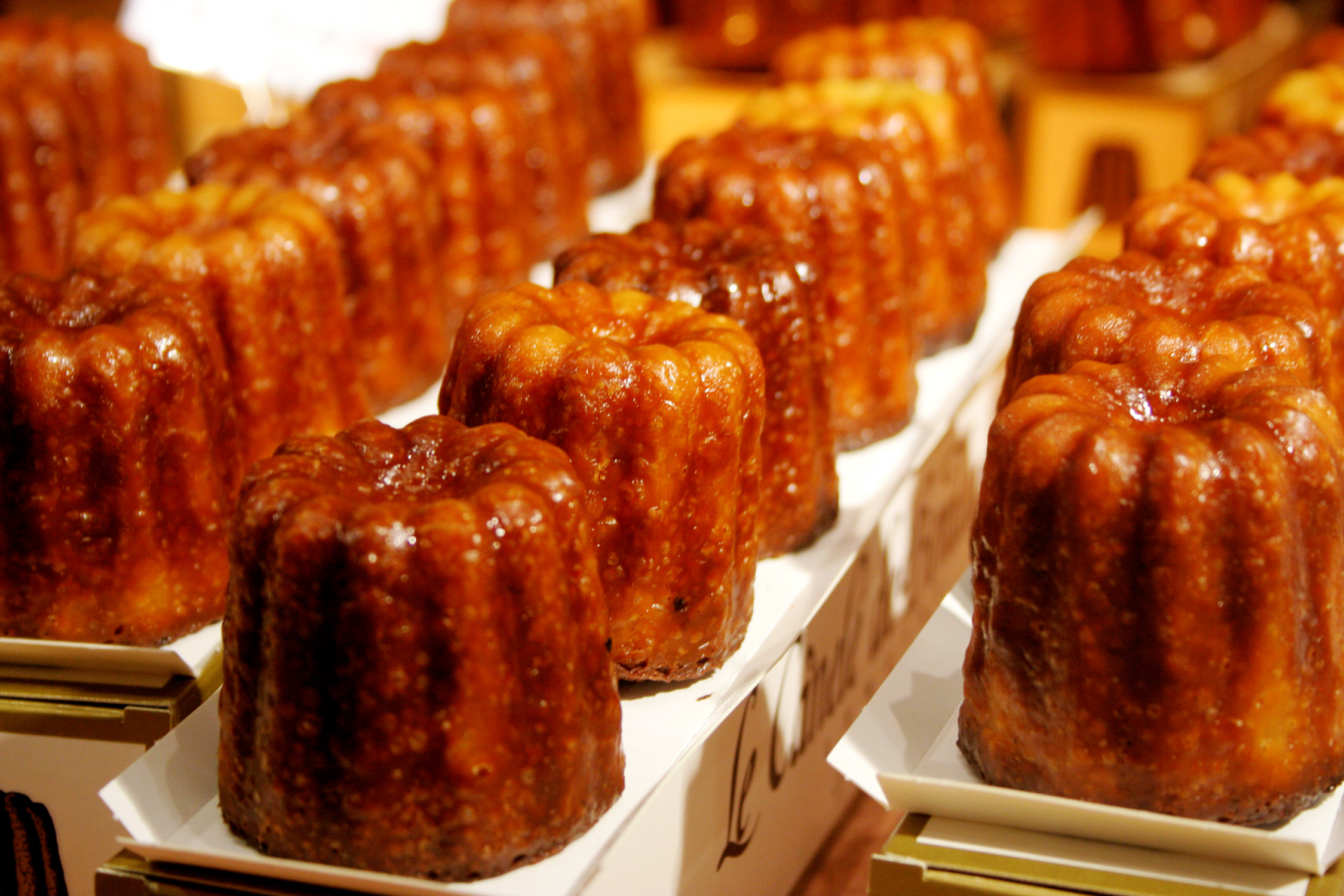
Canelé

Gaskoňská kuchyně (francouzsky: Cuisine gasconne) je jedním z pilířů francouzské kuchyně. Jedná se o regionální kuchyni, typickou pro oblast Gaskoňska. Tradičně používá hořčici, česnek, cibuli, houby, maso, víno a v přímořských oblastech také mořské plody a ryby. Jídla jsou typicky smažena na živočišném tuku (hlavně husím a kachním). Dříve se v gaskoňské kuchyni používalo i maso ze strnadů a čirůvka zelánka (houba, u které bylo později prokázáno, že je jedovatá).
Navzdory nezdravé kuchyni se obyvatelé Gaskoňska dožívají v průměru vysokého věku, jedná se o příklad francouzského paradoxu.

## Příklady gaskoňských pokrmů
- Foie gras, tučná husí nebo kachní játra
- Bayonnská šunka
- Crépinette, ploché klobásy, specialita Bordeaux
- Konfitovaná kachna
- Garbure, polévka ze šunky, zelí a sýra
- Mihule, vařené v omáčce z krve
- Sýry
- Canelé, měkké sladké pečivo ochucené vanilkou a rumem, s karamelovou krustou
- Croustade, křupavé sladké pečivo

## Příklady gaskoňských nápojů
- Víno
- Burčák